# Седобро
Седобро је насеље у Србији у општини Пријепоље у Златиборском округу. Према попису из 2022. било је 252 становника.

## Демографија
У насељу Седобро живи 228 пунолетних становника, а просечна старост становништва износи 35,9 година (35,1 код мушкараца и 36,8 код жена). У насељу има 89 домаћинстава, а просечан број чланова по домаћинству је 3,62.
Ово насеље је углавном насељено Србима (према попису из 2002. године).
|  |

| Демографија | Демографија | Демографија |
| Година      | Становника  | Становника  |
| ----------- | ----------- | ----------- |
| 1948.       | 416         |             |
| 1953.       | 471         |             |
| 1961.       | 480         |             |
| 1971.       | 637         |             |
| 1981.       | 325         |             |
| 1991.       | 302         | 292         |
| 2002.       | 322         | 326         |

| Етнички састав према попису из 2002.‍ | Етнички састав према попису из 2002.‍ | Етнички састав према попису из 2002.‍ | Етнички састав према попису из 2002.‍ | Етнички састав према попису из 2002.‍ |
| ------------------------------------ | ------------------------------------ | ------------------------------------ | ------------------------------------ | ------------------------------------ |
|                                      |                                      |                                      |                                      |                                      |
| Срби                                 | Срби                                 |                                      | 278                                  | 86,33%                               |
| Бошњаци                              | Бошњаци                              |                                      | 32                                   | 9,93%                                |
| Муслимани                            | Муслимани                            |                                      | 12                                   | 3,72%                                |
| непознато                            | непознато                            |                                      | 0                                    | 0,0%                                 |

| Година пописа     | 1948. | 1953. | 1961. | 1971. | 1981. | 1991. | 2002. |
| ----------------- | ----- | ----- | ----- | ----- | ----- | ----- | ----- |
| Број домаћинстава | 68    | 72    | 89    | 130   | 80    | 83    | 89    |

| Број чланова      | 1  | 2  | 3 | 4  | 5  | 6  | 7 | 8 | 9 | 10 и више | Просек |
| ----------------- | -- | -- | - | -- | -- | -- | - | - | - | --------- | ------ |
| Број домаћинстава | 15 | 19 | 4 | 23 | 10 | 13 | 3 | 2 | 0 | 0         | 3,62   |

| Пол    | Укупно | Неожењен/Неудата | Ожењен/Удата | Удовац/Удовица | Разведен/Разведена | Непознато |
| ------ | ------ | ---------------- | ------------ | -------------- | ------------------ | --------- |
| Мушки  | 127    | 37               | 79           | 9              | 1                  | 1         |
| Женски | 113    | 19               | 77           | 15             | 1                  | 1         |
| УКУПНО | 240    | 56               | 156          | 24             | 2                  | 2         |

| Пол    | Укупно                    | Пољопривреда, лов и шумарство | Рибарство                            | Вађење руде и камена | Прерађивачка индустрија       |
| ------ | ------------------------- | ----------------------------- | ------------------------------------ | -------------------- | ----------------------------- |
| Мушки  | 59                        | 10                            | 0                                    | 0                    | 13                            |
| Женски | 42                        | 7                             | 0                                    | 0                    | 25                            |
| УКУПНО | 101                       | 17                            | 0                                    | 0                    | 38                            |
| Пол    | Производња и снабдевање   | Грађевинарство                | Трговина                             | Хотели и ресторани   | Саобраћај, складиштење и везе |
| Мушки  | 1                         | 14                            | 3                                    | 0                    | 7                             |
| Женски | 0                         | 0                             | 3                                    | 1                    | 0                             |
| УКУПНО | 1                         | 14                            | 6                                    | 1                    | 7                             |
| Пол    | Финансијско посредовање   | Некретнине                    | Државна управа и одбрана             | Образовање           | Здравствени и социјални рад   |
| Мушки  | 0                         | 3                             | 4                                    | 2                    | 2                             |
| Женски | 0                         | 0                             | 0                                    | 4                    | 2                             |
| УКУПНО | 0                         | 3                             | 4                                    | 6                    | 4                             |
| Пол    | Остале услужне активности | Приватна домаћинства          | Екстериторијалне организације и тела | Непознато            | Непознато                     |
| Мушки  | 0                         | 0                             | 0                                    | 0                    | 0                             |
| Женски | 0                         | 0                             | 0                                    | 0                    | 0                             |
| УКУПНО | 0                         | 0                             | 0                                    | 0                    | 0                             |